# Masawaih (Mésué le Jeune)
Pour les articles homonymes, voir Masawaih.
Masawaih, Ibn Māsawayh, Yaḥyā Abū Zakarīyā, Mesuae, Mésué le Jeune (pour le distinguer de Mésué l'Ancien), Joannis Mesuae Damasceni ou Pseudo-Mésué est un médecin chrétien de l’Église syriaque orthodoxe, d'origine italienne, auteur d'un livre de recettes de pharmacie mais aussi de confiseries appelé « Antidotarium Mesuae »  ou Antidotaire Mésué.

## Éléments biographiques
Il y a beaucoup de confusion entre le Pseudo-Mésué, aussi appelé Mésué le Jeune, et deux autres Mésué:
Masawaiyh, ou Mésué, ou Mésué l'Ancien (fin du VIIIe siècle-début du IXe siècle) est un préparateur en pharmacie de l'hôpital de Gundishapur que Gabriel bar Bokhticho fait venir à Bagdad quand, sans doute dans les années 790, le calife Hâroun ar-Rachîd le charge de fonder le premier hôpital de la capitale.
Yuhanna ibn Masawaih ou Yahya ibn Masawaih (en arabe « Jean fils de Mésué »), aussi appelé « Jean de Damas »,  fils du précédent, connu autrefois en Occident sous le nom de Jean Mésué, est un médecin arabe chrétien, appartenant à l'Église nestorienne puis converti à l'islam, né comme son frère Michel à Bagdad en 777 sous le règne d'Hâroun ar-Rachîd, mort à Samarra en 857.
Le  Pseudo-Mésué ou Mésué le Jeune enfin est un médecin chrétien de l’Église syriaque orthodoxe, d'origine italienne  mort au Caire en 1015. Comme il est confirmé par Liliane Plouvier, il a emprunté le nom de Mésué au  confrère Yuhanna ibn Masawaih ; il a agi ainsi pour des raisons publicitaires, comme c’était la mode à l’époque. Il est l'auteur d'un recueil appelé « Antidotarium Mesuae »  ou Antidotaire Mésué. Ce livre de pharmacie contient de nombreuses recettes de confitures et de confiseries. Il est écrit en latin, probablement entre les XIe et XIIe siècles, mais les plus anciens manuscrits datent du  XIIIe siècle. C'est à son aspect culinaire plus que pharmaceutique qu'il doit son grand succès. Ce livre de médecine a eu de l'influence dans toute l'Europe jusqu'au XVIIIe siècle. Ses principales sources médicales sont d'origine arabe, en particulier Avicenne, Rhazès et Abu Al-Qasim.

## L'Antidotaire Mésué
Le sucre médicament, nouveauté dans ce recueil, est un lien entre la médecine et la confiserie. Durant l'Antiquité, les médicaments sont édulcorés au miel. Les apothicaires arabes le remplacent progressivement par du sucre, comme en témoignent leurs formulaires, appelés grabadins. Ceux-ci sont introduits en Occident à partir du XIe siècle. Le monde latin produit également ses propres réceptaires, dont l'Antidotarium magnum l'Antidotarium Mesuae (élaboré à la même époque) sont les plus célèbres. Ce dernier accorde au sucre une place privilégiée et l'utilise dans la plupart des formules à usage interne (sirop, julebs, électuaires, loochs, poudres aromatiques, condits et conserves, etc.), sans pour autant abandonner le miel. Les friandises occupent une telle place dans l'Antidotarium Mesuae que Liliane Plouvier considère  le Pseudo-Mesué  comme le père de la confiserie moderne, même si certaines confiseries  ont bien le statut mixte des épices : médicament pour aider à la digestion et produit de gastronomie à servir en fin de repas.
Les recettes culinaires sont réparties dans 4 chapitres (I, IV, V et VI):
- Chapitre I.- De electariis delectabilis. Recettes de confitures au sucre, appelées ensuite en ancien français « électuaires » (auparavant elles étaient faites avec du miel).
- Chapitre III.- Electuaria solutiva. Traite des recettes pour améliorer le transit intestinal, et drogues laxatives douces, comme la rhubarbe, le tamarin, mais aussi plus drastiques, comme l'aloès, la coloquinthe ou la scamonnée.
- Chapitre IV.- De conditis. Recettes de fleurs, épices et fruits, confits (coing, pomme, poire, pêche, écorce de citron, gingembre, violette, rose).
- Chapitre V.- De speciebus loch. Le loch est traduit de l'arabe la'uq et désigne des confiseries, héritage des grecs puis des arabes (nougats, massepains, variétés de bonbons de type berlingot et loukoums).
- Chapitre VI.- De syrupis et robub. Recettes de sirops de pommes, de poires, de coings, de prunes, de menthe, de grenadine (médicaments et désaltérants) et recettes de robs (de l'arabe rubb : suc). Il s'agit de jus de fruits acides concentrés donnant un sirop acidulé. Le rob andalou qui a donné arop en catalan peut être aussi du moût de raisin ou du jus de fruit cuit et concentré appelé en italien le saba ou sapa et en français le raisiné, dont l'ancêtre latin est le defrutum[3],[4].

## Influence
L'Antidotarium Mesuae a eu un succès très considérable. On en a dénombré soixante-cinq manuscrits remontant aux 13e, 14e et 15e siècles. Il figure parmi les premiers livres imprimés, la première édition date de 1471. On connaît quatorze édition incunables, au total 41 éditions, la dernière de 1623. L'ouvrage est traduit en hébreu, italien et allemand. Une nouvelle version de Jacobus Sylvius est publiée dont il existe neuf éditions parues entre 1542 et 1566. Enfin l'Antidotarium Mesuae fait l'objet de gloses et commentaires jusqu'à la fin du XVIe siècle.
L'Antidotarium Mesuae est classé non par ordre alphabétique comme l'Antidotarium Nicolai, mais par types de médications. Les divers conditionnements, appelés electuaria, sont groupés en electuaria delectabilia (stomachiques aux fruites, aux épices, fleurs, musc etc) electuaria amera (stomachiques à saveur amère), electuaria opiata, et electuaria solutiva qui font l'objet d'un chapitre particulier, étant donné l'importance attaché au transit intestinal.